# Humphry Davy
Sir Humphry Davy (17. prosince 1778, Penzance – 29. května 1829, Ženeva) byl anglický chemik, experimentátor, zakladatel elektrochemie a objevitel řady chemických prvků.
Je po něm pojmenován měsíční kráter Davy.

## Život
Pocházel z rodiny řezbáře, po střední škole se stal učedníkem u lékárníka. Základy chemického vzdělání získal jako samouk. Později se stal nejprve asistentem (1802), o několik měsíců později profesorem a nakonec presidentem (1820–1826) na Royal Institution v Londýně a členem Královské společnosti. V roce 1812 byl povýšen do šlechtického stavu.
Byl oblíbeným přednášejícím a demonstrátorem. Jeho žákem a asistentem byl například Michael Faraday.

## Chemický výzkum
Humphry Davy zkoumal oxidy dusíku; například pojmenoval rajský plyn. Davy se svými přáteli rajský plyn užíval pro jeho účinky navozující smích. Jednoho dne si všiml, že mu inhalace plynu ztlumila bolest zubu a napadlo ho, že by plyn mohl být používán při operacích k tlumení bolesti - dnešní anestetikum. Tuto hypotézu už ovšem dále nerozváděl a trvalo dalších 40 let než američtí lékaři začali ke stejnému účelu používat ether. Dokázal, že tepelné záření se šíří i ve vakuu, že diamant je tvořen čistým uhlíkem aj. Zabýval se elektrochemickými jevy a dokázal přitom, že se voda elektrickým proudem rozkládá na vodík a kyslík. Dále izoloval prvky draslík (draslík byl vůbec prvním prvkem získaným elektrolýzou) a sodík (1807) a pomocí elektrolýzy tavenin kovy alkalických zemin (1808). Dokázal, že chlór je prvek; vypracoval teorii kyselin (ukázal, že kyseliny nemusejí obsahovat kyslík, jak se domníval Lavoisier) a objasnil roli vodíku v kyselinách. Roku 1801 objevil elektrický oblouk. K jeho dalším významným vynálezům patří hornický bezpečnostní kahan, zvaný též Davyho kahan. Společně s Thomasem Wedgwoodem experimentoval ve fotografii, je považován za průkopníka a vynálezce v oboru fotografie.